# Randersmesterskaberne i Rock
De åbne Randersmesterskaber i Rock (tidligere Amtsmesterskaberne i Rock) er en musikkonkurrence der afholdes årligt på Café von Hatten i Randers. Konkurrencen er åben, så alle kan i princippet stille op, men kun otte bliver udvalgt til at deltage i selve konkurrencen. 
Præmien ved det seneste arrangement var studietid, en fotosession og spillejobs. Konkurrencen blev afholdt første gang i 1999[kilde mangler] og holdt en pause fra 2005 til 2010. Blandt tidligere deltagere er i dag kendte bands som Carpark North og VETO.

## Tidligere vindere
- 1999: (ukendt)
- 2000: (ukendt)
- 2001: Carpark North [3]
- 2002: (ukendt)
- 2003: Sparklin June[4]
- 2004: Kick Valiant[5]
- Pause
- 2011: Diamond Drive
- 2012: Farewell Carousel[6]